# تروخیو، کاسرس
تروخییو، کاسرس (به اسپانیایی: Trujillo, Cáceres) یک شهرستان در اسپانیا است که در اکسترمادورا واقع شده‌است.

## خصوصیات
تروخییو ۶۵۵ کیلومترمربع مساحت و ۹٬۰۸۶ نفر جمعیت دارد و ۵۶۴ متر بالاتر از سطح دریا واقع شده‌است.

## نگارخانه

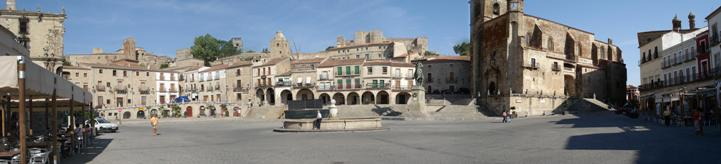
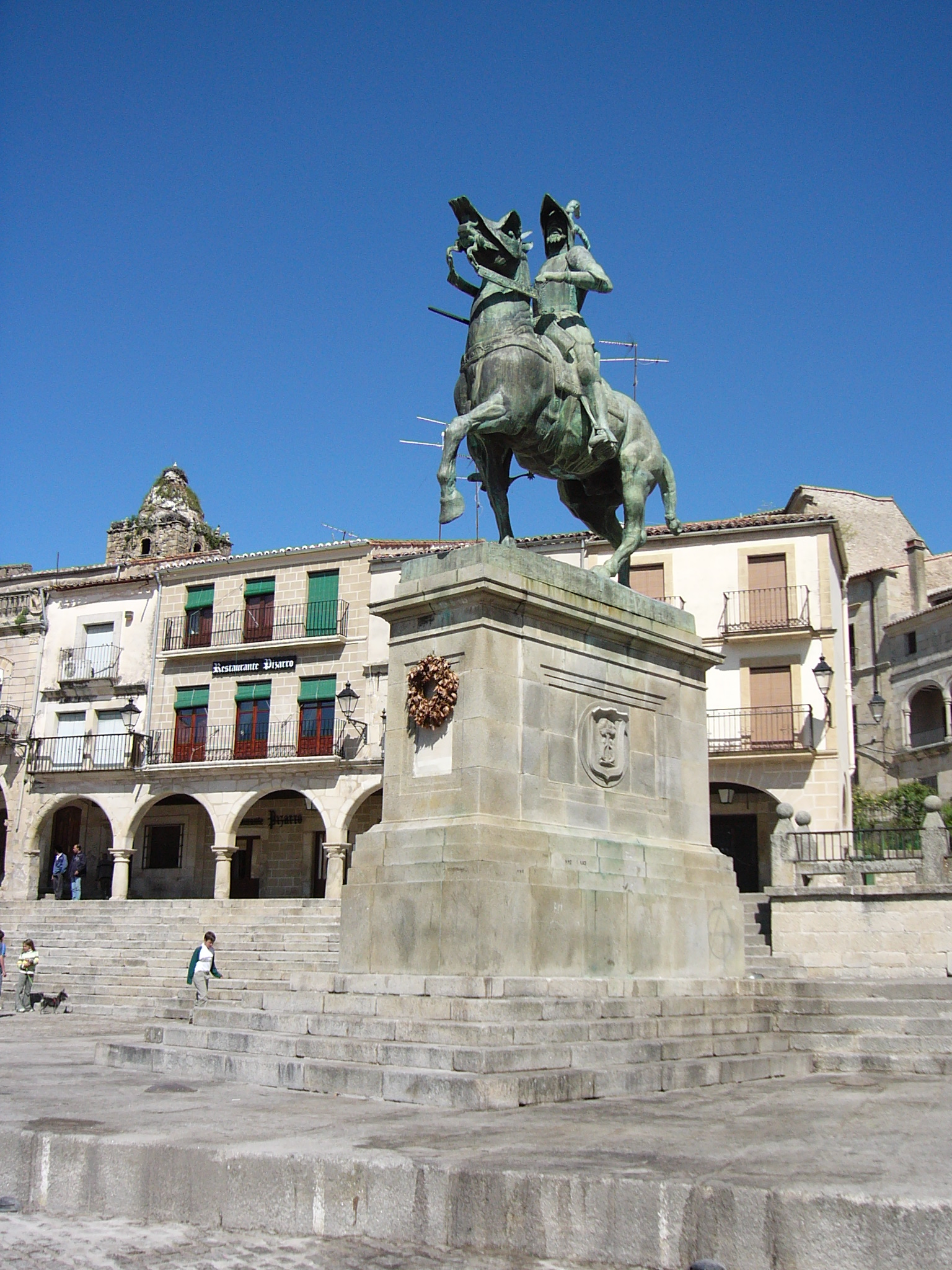
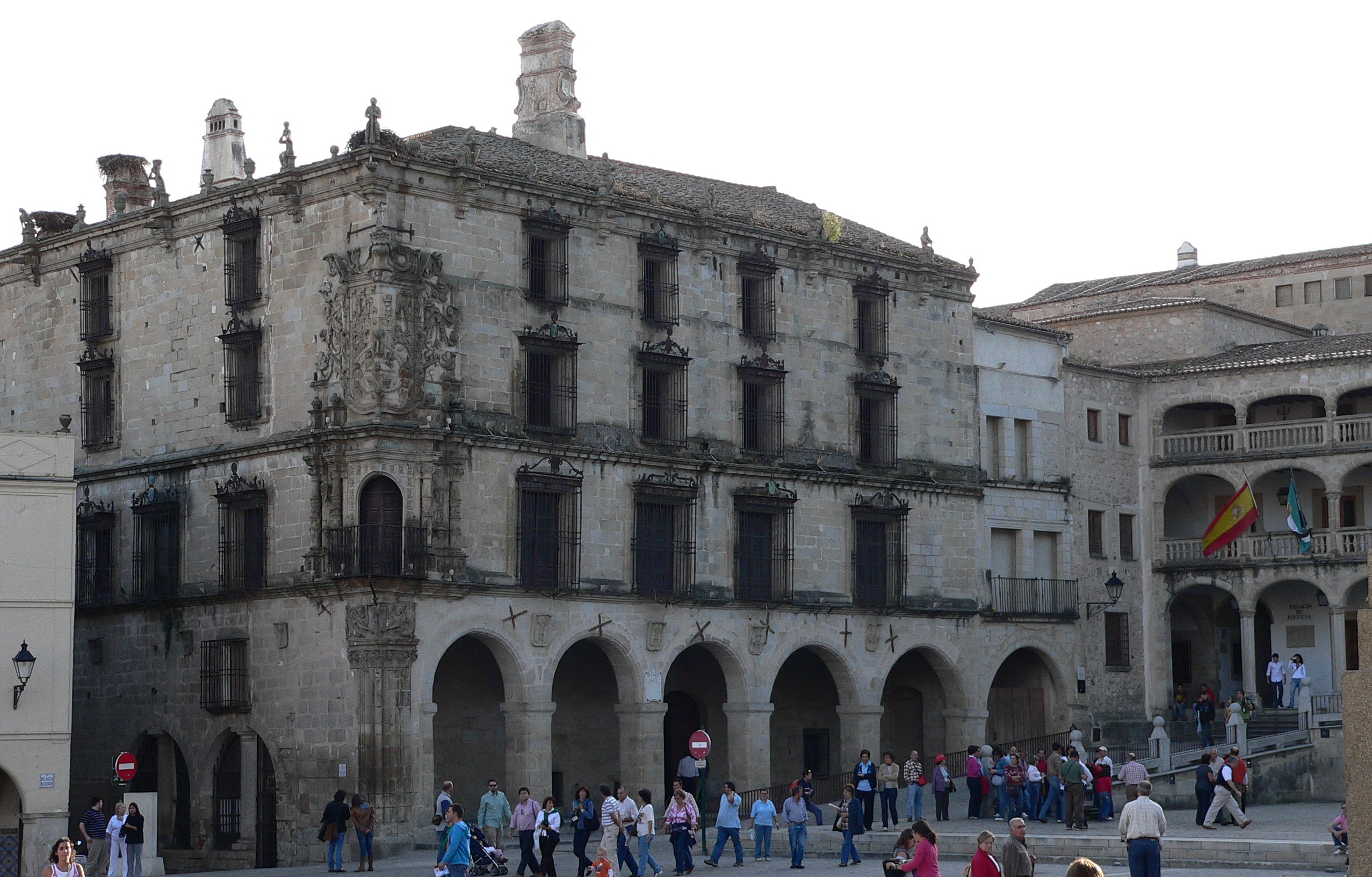
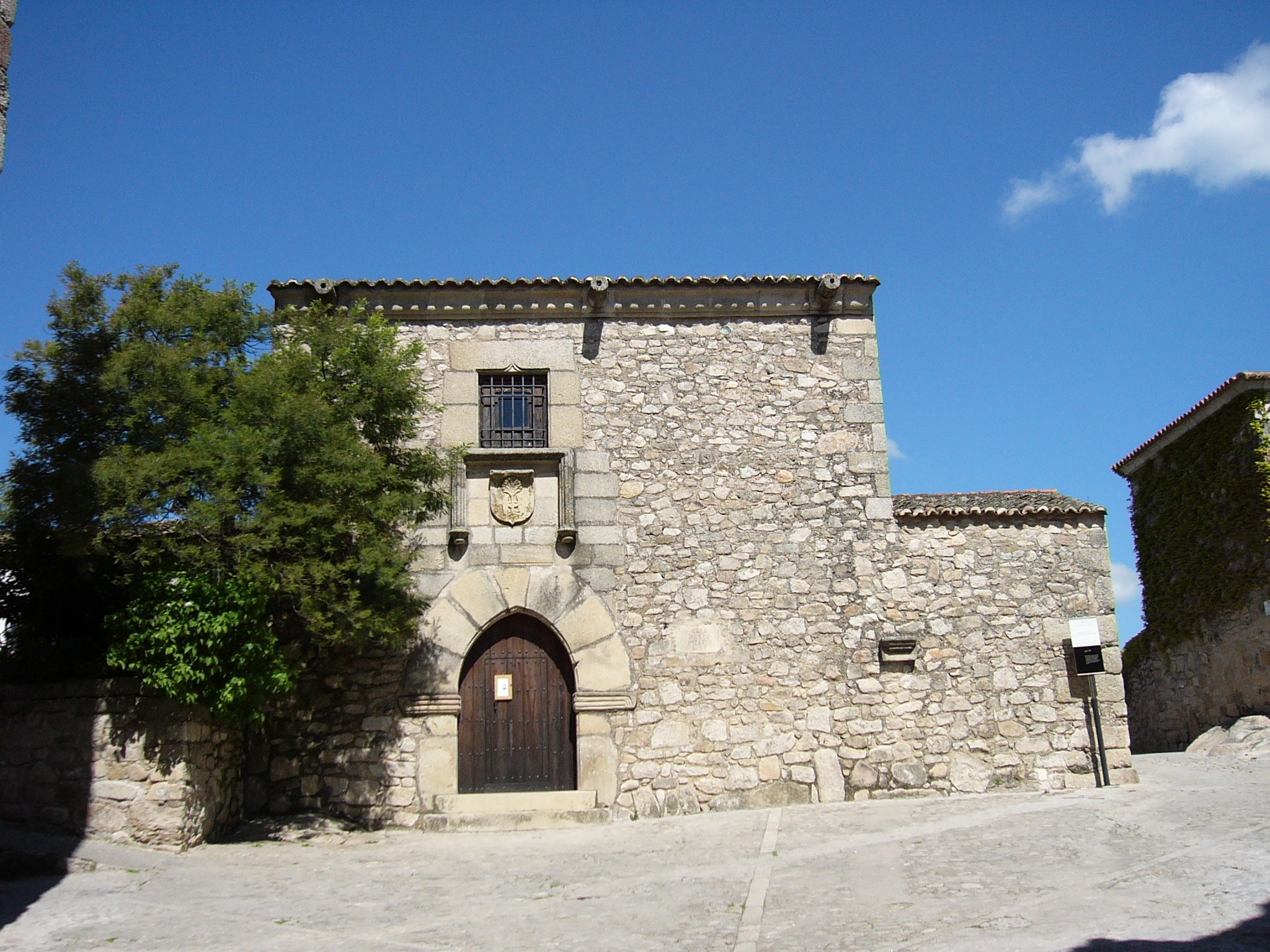
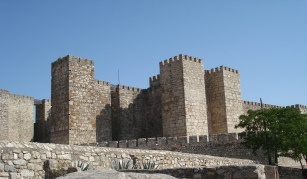
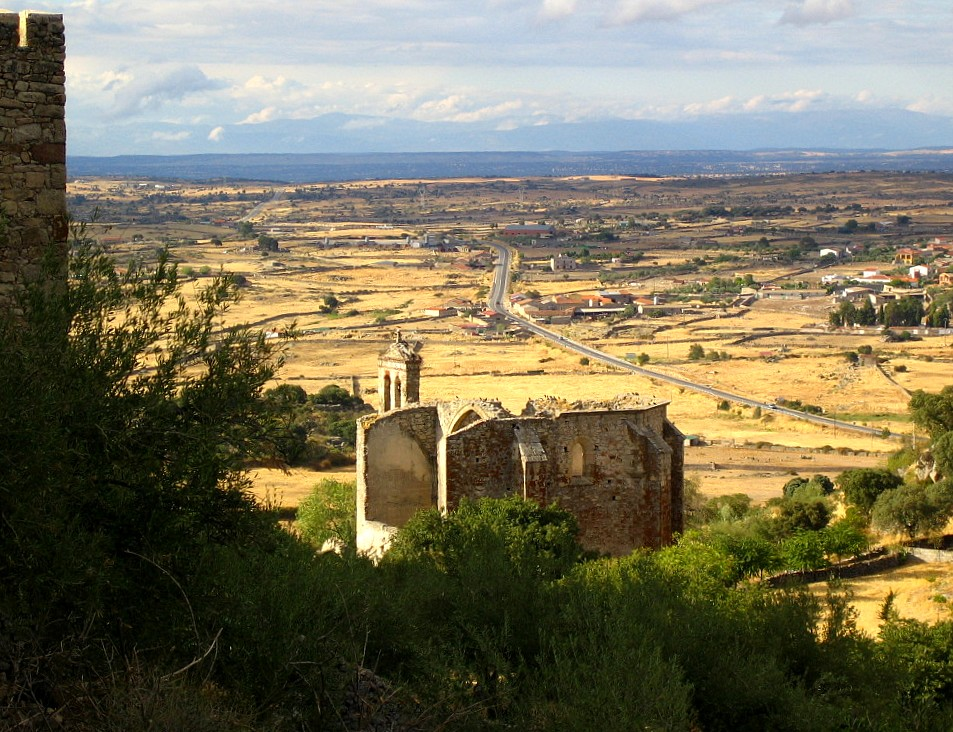
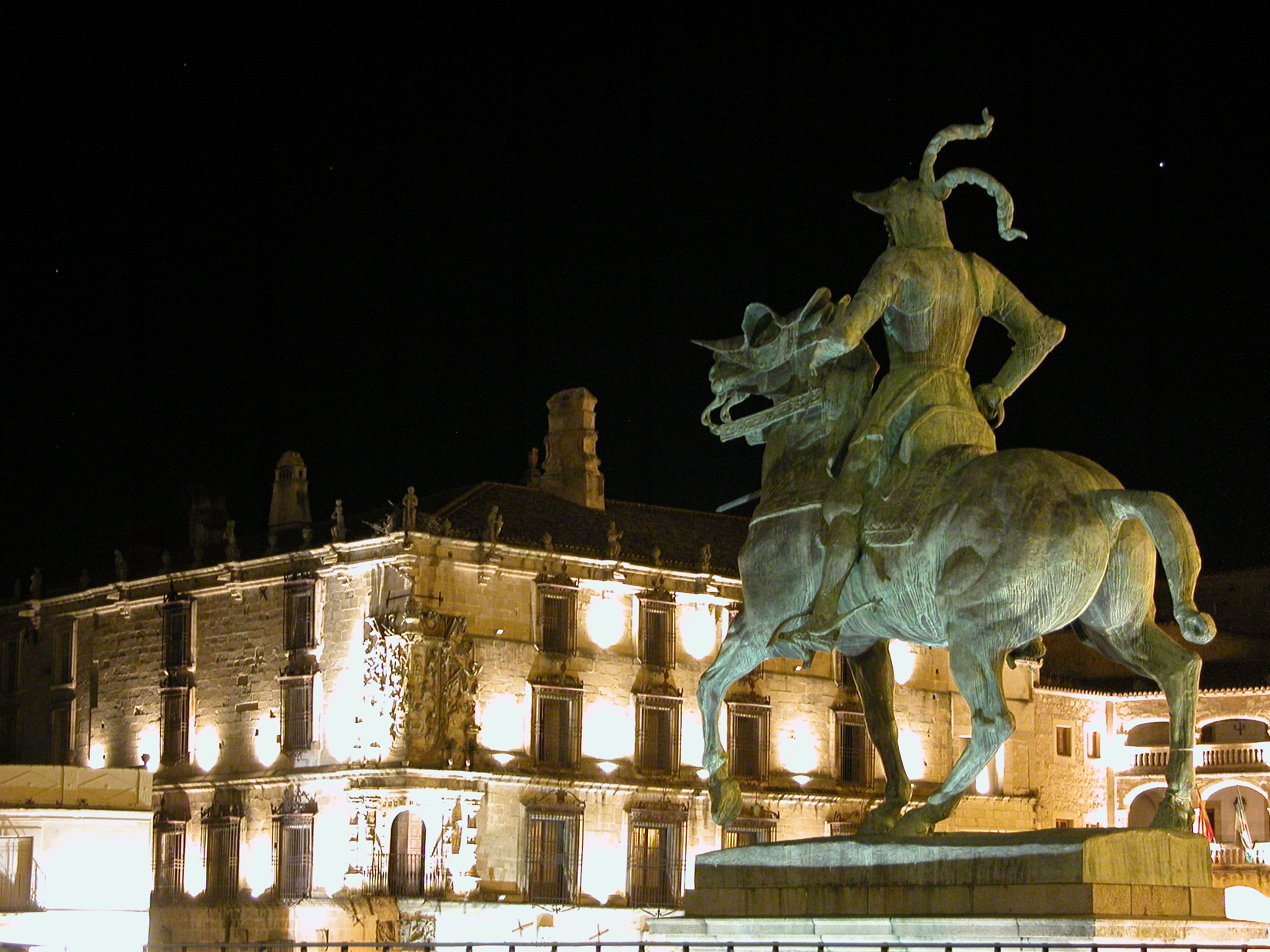
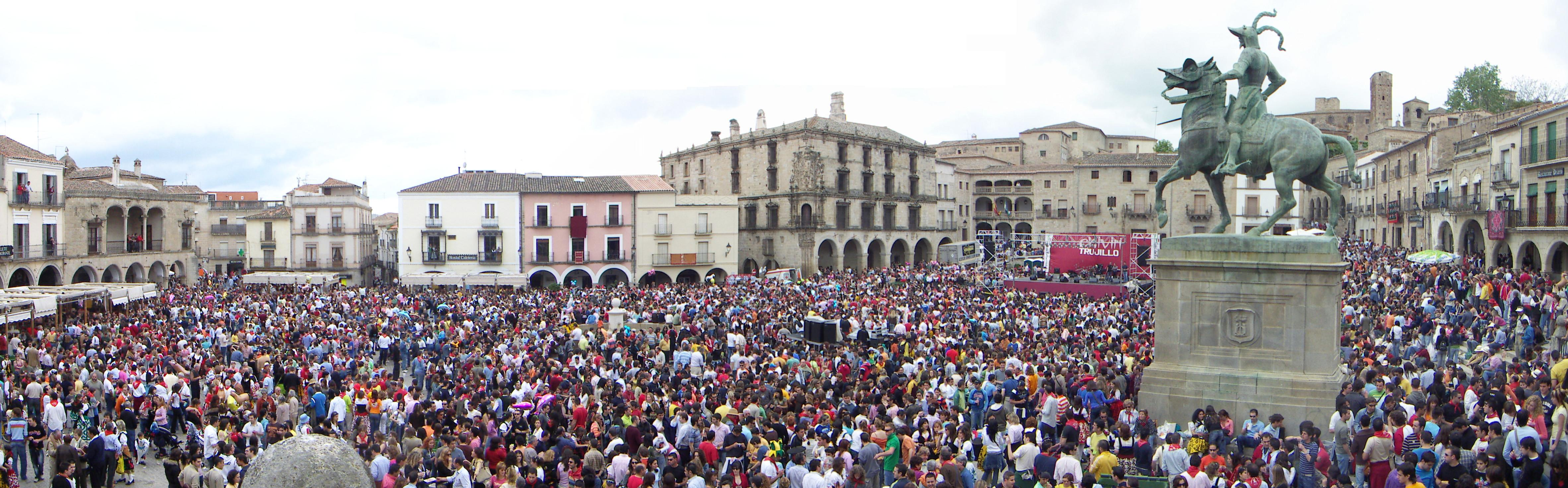
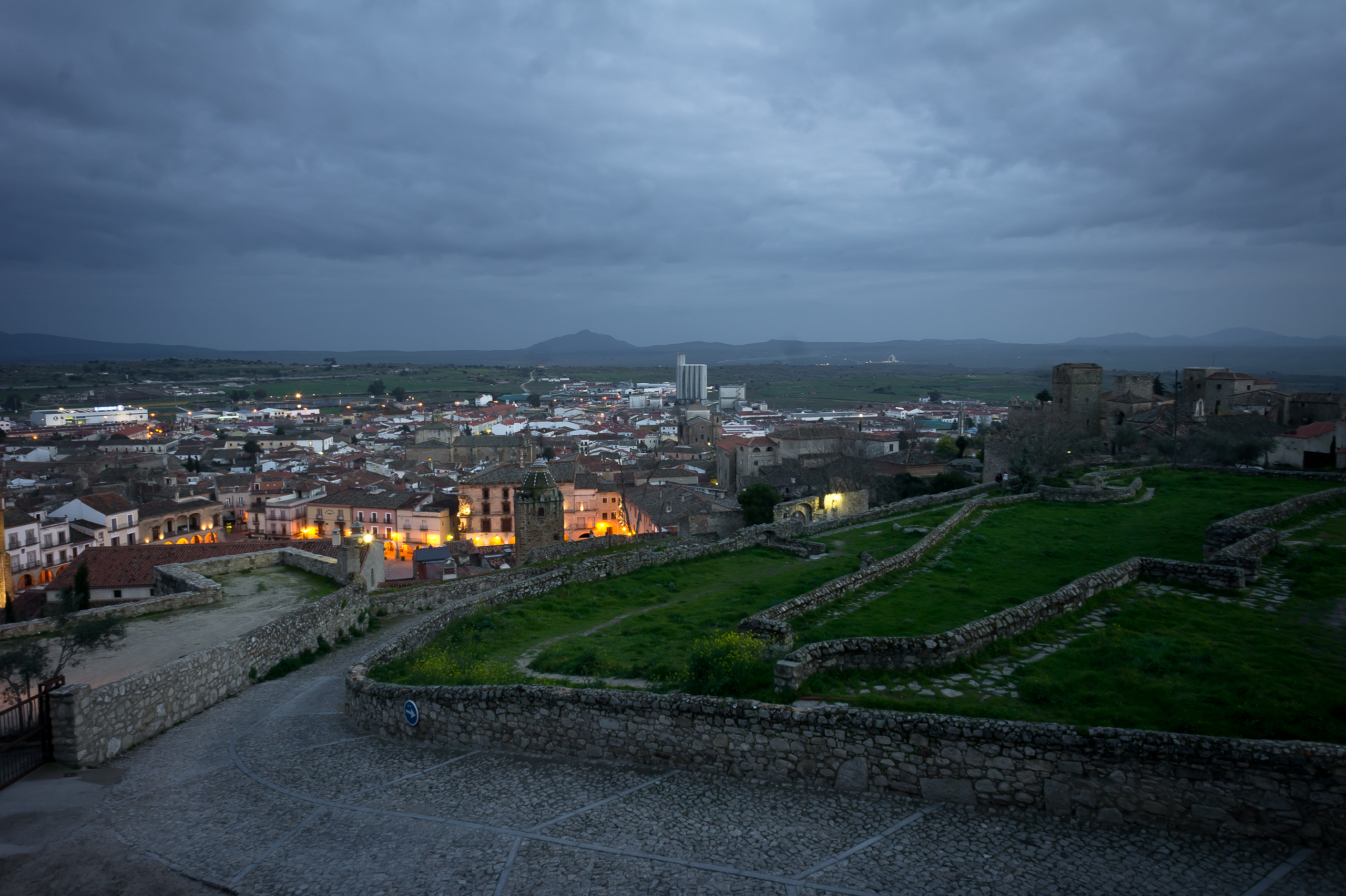